# 크리스티안 고메스 가르시아
크리스티안 고메스 가르시아(Cristian Gómez García, 1989년 7월 27일, 루스피탈레트데류브레가트 태어남 ~ )는 스페인의 축구 선수로, 루스피탈레트에서 뛰고 있다.